# Djolempoum (Lomié)
Djolempoum est un village du Cameroun situé dans la région de l'Est et dans le département du Haut Nyong. Il fait partie de la commune de Lomié et du quartier de Djem-Centre.

## Population
Lors du recensement de 2005, le village comptait 265 habitants dont 122 hommes et 143 femmes.
En 1966/1967, on dénombrait 188 habitants à Djolempoum et 139 Pygmées, d'après le Dictionnaire des villages du département du Haut Nyong.

## Infrastructures
En 1967, le village se trouve sur la route d'Abong-Mbang à Lomié.